# 福島 (名古屋市)
福島（ふくしま）は、愛知県名古屋市中川区の地名。

## 歴史

### 町名の由来
富田町大字富永字南福島・福島裏・外福島に由来する。

### 沿革
- 1982年（昭和57年）6月26日 - 中川区福島一丁目が富田町大字富永・同大字戸田の各一部、福島二丁目および福島三丁目が富田町大字戸田の一部によりそれぞれ成立[4]。